# Leuserattus gunung
Espèce
Leuserattus gunung est une espèce d'araignées aranéomorphes de la famille des Salticidae.

## Distribution
Cette espèce est endémique de Sumatra en Indonésie.

## Description
La carapace du mâle holotype mesure 1,92 mm de long et l'abdomen 1,98 mm de long.

## Étymologie
Son nom d'espèce lui a été donné en référence au lieu de sa découverte, le Gunung Leuser.

## Publication originale
- Prószyński & Deeleman-Reinhold, 2012 : « Description of some Salticidae (Aranei) from the Malay archipelago. II. Salticidae of Java and Sumatra, with comments on related species. » Arthropoda Selecta, vol. 21, no 1, p. 29-60 (texte intégral).